# Российско-тунисские отношения
Российско-тунисские отношения — двусторонние дипломатические отношения между Россией и Тунисом. Носят традиционно дружественный характер.

## Советско-тунисские отношения
Дипломатические отношения между СССР и Тунисом были установлены в 1956 году; в том же году была основана Ассоциация дружбы Тунис-СССР. В 1960 году состоялся обмен дипломатическими представительствами. Активизация отношений между двумя странами началась со 2-й половины 1960-х годов. В 1960-х — первой половине 1970-х годов был подписан ряд советско-тунисских соглашений о развитии сотрудничества в области экономики, торговли, техники, культуры и науки. Так, в этот период заключено совместное соглашение о культурном и научном сотрудничестве (1963 год), при содействии СССР построен Национально-Технический Институт (1969 год).
Советский Союз начинает поставлять в Тунис машины, промышленное оборудование и пиломатериалы. Тунис, в свою очередь, начал ввозить в СССР оливковое масло, шерсть, кожевенное сырьё, миндаль и т. п. В Тунисе при содействии Советского Союза сооружались гидроэлектростанции, строились плотины (плотины на реках Кассеб, Джумин, Резала и Седженан), внедрялись новые сорта хлопчатника.
В Тунисе начинают работать советские преподаватели и врачи. В мае 1975 года с официальным визитом в Тунисе побывал Председатель Совета Министров СССР А. Н. Косыгин. Через год после этого визита было подписано новое советско-тунисское соглашение о развитии экономического и технического сотрудничества.

## Российско-тунисские отношения
Российская Федерация как независимое, суверенное государство было признано Тунисом 25 декабря 1991 года.
Первая в истории российско-тунисских отношений встреча двух глав обоих государств произошла в 2000 году, в Нью-Йорке, в рамках Саммита тысячелетия.
Первые в истории двусторонних отношений рабочие визиты министров иностранных дел двух стран состоялись в мае 2001 года (в Москве) и в апреле 2002 года (в Тунисе).
В 2005 году, в рамках рабочей поездки по странам Магриба, Тунис посетил Министр иностранных дел России С. В. Лавров. Министр иностранных дел Туниса А. Абдаллах прибыл в Москву с ответным визитом в 2008 году.
Между двумя странами на уровне различных ведомств и министерств осуществляются регулярные делегации:
- в Тунис:
  - 1999 год — министр национальной политики России
  - 2001 год — председатель ТПП России
  - 2002 год — председатель ТПП России
  - 2004 год — руководитель Росспорта (В. А. Фетисов)
  - 2005 год — председатель Счётной палаты РФ (С. В. Степашин; в ходе визита подписано Соглашение о сотрудничестве между органами финконтроля двух стран), Министр информационных технологий и связи России (Л. Д. Рейман; на втором этапе Всемирной встречи на высшем уровне по вопросам информационного общества)
  - 2006 год — председатель ТПП России (Е. М. Примаков), председатель Счётной палаты РФ (С. В. Степашин)
  - 2008 год — руководитель Росспорта

Между Министерствами Иностранных Дел обоих государств с 2000 года проводятся постоянные консультации, и поддерживается практика двусторонних встреч в рамках сессий Генассамблеи ООН в Нью-Йорке.
С 27 февраля по 2 марта 2003 года в рамках межпарламентского сотрудничества, Тунис посетил председатель Госдумы Федерального Собрания РФ — Г. Н. Селезнёв. Он встретился с президентом Туниса, с председателем Палаты депутатов, мэром Туниса, с министром торговли, с министром образования и министром культуры. Помимо этого, посещение Туниса российскими парламентскими делегациями состоялось в 2002, 2004 (делегация Российско-арабского межпарламентского объединения Совета Федерации ФС РФ во главе с Р. Г. Абдулатиповым.) и 2006 годах.
- в Россию:
  - январь 2000 года — министр иностранных дел Туниса Х. Бен Яхья (в рамках заседания Группы содействия многосторонним переговорам по Ближнему Востоку)
  - 2003 год — министр Здравоохранения Туниса
  - 2004 год — министр Туризма и Ремёсел Туниса (А. Зуари)
  - 2006 год — министр Туризма и Ремёсел Туниса

В июле 2006 года состоялся обмен посланиями на уровне глав государств и министров иностранных дел, приуроченный к 50-летию со дня установления дипломатических отношений между двумя странами.
В сентябре 2006 года Президент России В. В. Путин поздравил главу Туниса — Зин эль-Абидин Бен Али с семидесятилетием.
14 января 2011 года указом Президента РФ Чрезвычайным и Полномочным Послом Российской Федерации в Тунисской Республике назначен Александр Петрович Шеин.

### Торгово-экономические отношения
В 1993 году были подписанные межправительственные соглашения о торгово-экономическом и научно-техническом сотрудничестве между Россией и Тунисом; о создании Межправительственной Российско-Тунисской комиссии по торгово-экономическому и научно-техническому сотрудничеству; о сотрудничестве в области гидротехнического строительства.
В 2006 году был организован Российско-Тунисский деловой совет (второе заседание совета прошло в октябре 2008 года в Москве). Также в 2008 году в Тунисе состоялось третье заседание Межправительственной Российско-Тунисской комиссии по торгово-экономическому и научно-техническому сотрудничеству. Результатом заседания комиссии явилось подписание Меморандума о сотрудничестве в области физической культуры и спорта и Исполнительной программы культурного и научного сотрудничества на 2008—2010 годы.
В 1999 году в Тунисе открыт крупнейший в стране гидрокомплекс Сиди Эль-Беррак, который был сооружён при участии российского ГП ВВО «Сельхозпромэкспорт».
Ведутся работы по строительству водоводов Седженан-Джумин и Джумин-Меджерда. Российскими специалистами ведутся разработки по использованию стока рек на севере Туниса.
В 2008 году товарооборот между Россией и Тунисом по сравнению с 2007 годом увеличился в 2 раза и составил 1,6 млрд долл. США (в 2007 году — 800 млн долл. США), прежде всего за счет экспорта в Тунис нефтепродуктов (550 млн долл.), серы и аммиака (500 млн долл.). Россия преимущественно поставляет в Тунис нефтепродукты, продукты неорганической химии (аммиак), серу, пиломатериалы, бумагу и целлюлозу, асбест, сталь, зерно. Тунис экспортирует в Россию преимущественно сельхозпродукцию — фрукты, оливковое масло, вина, морепродукты, а также парфюмерно-косметическую продукцию и одежду. По объёмам товарооборота Россия стала третьим внешнеторговым партнером Туниса. Более 95 % его составляет российский экспорт — 1,69 млрд долл., оставшиеся 5 % (25 млн долл.) — импорт.
В сентябре 2023 года Россия и Тунис подписывают двустороннее сотрудничество в сфере технологий и гражданской атомной энергетики.

### Отношения в сфере здравоохранения
Отношения двух стран в области здравоохранения регламентируются соглашением о порядке командирования российского медперсонала в Тунис, подписанного в 1998 году, и межведомственным соглашением о сотрудничестве в области здравоохранения, утверждённым в 2003 году. В настоящее время в государственных медицинских учреждениях Туниса ведёт деятельность около 40 врачей из России по линии ФГУП «Здравэкспорт». Они осваивают термальные источники в Тунисе, осуществляют взаимные поставки лекарственных препаратов и медицинского оборудования, а также проводят обучение тунисских студентов.

### Отношения в сфере образования
В рамках сотрудничества в сфере высшего образования между двумя странами происходит регулярный обмен студентами. В обмене студентами принимают участие: Институт стран Азии и Африки при МГУ им. М.В.Ломоносова, Московский государственный лингвистический университет, Высший институт языков Туниса.
Имеются контакты и связи между:
- Российским химико-технологическим университетом им. Д. И. Менделеева и Университетом города Сфакс
- Московским государственным строительным университетом и Национальной инженерной школой Туниса (или Национально-Технический Институт — первое техническое высшее учебное заведение Туниса, созданное при участии Советского Союза)
- Московской государственной консерваторией и Высшим институтом музыки города Сус.
- в 2004 году подписано соглашение о сотрудничестве между Университетом города Сус и Санкт-Петербургским государственным университетом информационных технологий, механики и оптики.

Также имеются связи и ведётся совместная научная деятельность, с одной стороны, между Институтом востоковедения РАН, Институтом стран Азии и Африки при МГУ им. М. В. Ломоносова, Казанским государственным университетом; с другой стороны, Центром экономических и социальных исследований, Высшим институтом истории национального движения Туниса. Также в 2005 году подписано Соглашение сотрудничестве между Дипломатической академией МИД России и Дипломатическим институтом подготовки кадров и исследований МИД Туниса.
В 2008 году по российским государственным стипендиям и на договорной основе из Туниса на учебу в ВУЗы России направилось 111 студентов. В исламском университете «Зейтуна», который расположен в Тунисе, проходят обучение студенты из Республики Дагестан. В Тунисе русский язык официально преподаётся в 16 городах (в четырёх ВУЗах и 26-ти лицеях). Также в Тунисе действует Ассоциация выпускников советских и российских ВУЗов, в которой состоит 2000 человек.

### Отношения в области культуры и спорта
В 2000 году городах Монастир, Мегрин, Сус и Хаммамет прошли Недели российской культуры. 13 художественных коллективов из России в 2008 году приняли участие в международных фестивалях и выступили с концертными программами в разных городах Туниса. В апреле 2003 года и в марте 2006 года в Москве проводились Дни Туниса. В апреле 2008 года в Тунисе состоялась Неделя культуры Татарстана. Интенсивно развиваются связи с области спорта. На постоянной основе совершается обмен командами и спортсменами в таких видах спорта, как футбол, баскетбол, гандбол, регби и бокс.

### Связи по вопросам религии
В Тунисе с 1991 года действует приход Русской православной церкви.

### Отношения в области туризма
В 1998 году было подписано межправительственное соглашение о сотрудничестве в области туризма. В 2008 году количество россиян посетивших Тунис в качестве туристов достигло 180 тыс. человек. На сегодняшний день для российских туристов, направляющихся в Тунис установлена безвизовая система.

### Военное сотрудничество
В апреле 2006 года дружественный визит в Тунис совершил большой десантный корабль «Калининград». В декабре 2007 года состоялся деловой заход в Тунис большого противолодочного корабля «Адмирал Левченко». В апреле 2008 года, в рамках кругосветного похода, город Бизерта посетило учебное парусное судно «Паллада».

## Соглашения на уровне городов
Протокол о дружбе и сотрудничестве подписан между:
- Москвой и Тунисом;
- Новороссийском и Бизертой.

## Факты
- В декабре 2005 года по инициативе муниципалитета города Бизерта, в честь старейшины русской общины в Тунисе А. А. Ширинской, в городе была названа одна из небольших площадей. А. А. Ширинская являлась последней свидетельницей (умерла в 2009 году), эвакуации в годы гражданской войны в России кораблей Русской эскадры из Крыма в Тунис.
- Белый эмигрант В. А. Шумович, прибывший с врангелевцами из Крыма, собрал в Тунисе коллекции по археологии, флоре и фауне. Им был основан в городе Метлауи музей естественных наук, который ныне носит его имя[3].